# Pahnaer See
Der Pahnaer See (auch Großer See Pahna) ist ein See des Mitteldeutschen Seenlandes. Seine Fläche beträgt ca. 25 ha und wird zur Erholung sowie für den Tauch- und Angelsport genutzt.

## Geschichte
Der See entstand, als die seit dem 18. Jahrhundert im Tagebau auf Braunkohle betriebene Zeche „Augusta“ im Jahr 1956 stillgelegt wurde. Das aufgelassene Tagebaurestloch lief in den Folgejahren mit Wasser voll und die Natur eroberte die Umgegend allmählich für sich zurück.

## Nutzung

### Campingpark Pahna
Der Campingpark Pahna liegt direkt am See. Er umfasst 80 Touristikplätze, 380 Jahresstellflächen für Camper sowie 30 Ferienhäuser.

### Angelsport
Der See wird gepachtet durch den Fockendorfer Angelfischerverein 1989 e.V. Die dort vorkommende Fischkultur umfasst:
- Karpfen (Gras-, Blei-, Silber- sowie Marmor-)
- Schleie
- Plötze
- Rotfeder
- Barsch
- Hecht
- Aal
- Bitterling
- Rapfen
- Amerikanischer Krebs